# Comuna Rubcenkî, Volodarka
Rubcenkî (în ucraineană Рубченки) este o comună în raionul Volodarka, regiunea Kiev, Ucraina, formată din satele Rubcenkî (reședința) și Volodîmîrivka.

## Demografie
Componența lingvistică a comunei Rubcenkî
     Ucraineană (96,98%)
     Rusă (1,93%)
     Alte limbi (0,48%)
Conform recensământului din 2001, majoritatea populației comunei Rubcenkî era vorbitoare de ucraineană (96,98%), existând în minoritate și vorbitori de rusă (1,93%).